# Veliger

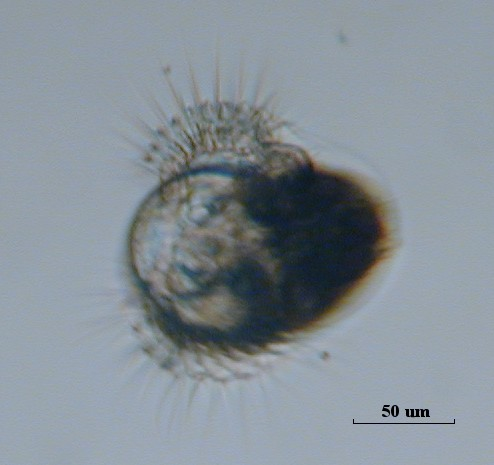
Veligerlarve von Dolabrifera, zwei Vela mit Cilien sind sichtbar

Veliger ist die Bezeichnung für die Larvenform von Weichtieren, genauer von Scaphopoda (Kahnfüßern), Bivalvia (Muscheln) und Gastropoda (Schnecken). Veligerlarven sind Teil des freischwimmenden Planktons. Kennzeichnendes Merkmal der Veligerlarve sind die Vela, lappenartige von Cilien besetzte Fortsätze. Diese dienen der Nahrungsaufnahme und der Fortbewegung.

## Ernährung
Die Ernährungsweise der Veligerlarven hat einen großen Einfluss auf das Leben der Larven. Die Larvalphase beginnt mit der Eiablage und dauert bis zur Metamorphose zum Adult. 
Nahrung wird mit Hilfe der Velarlappen zu sich genommen, wobei die einzelnen Velarlappen unterschiedliche Aufgaben übernehmen. Unterschiedliche Vela werden benutzt, um die Nahrung zum Mund zu führen und um Fremdstoffe fernzuhalten. Veliger sind nicht sehr spezifisch bei der Nahrung, sondern können im Labor mit vielen verschiedenen Arten von Nahrung gehalten werden.
Grundsätzlich werden zwei verschiedene Ernährungstypen bei der Veligerlarve unterschieden, die planktotrophe und die lecithotrophe. Wenn beide Typen von einem Individuum einer Art produziert werden können spricht man von Poecilogonie. Beide Ernährungs-/Entwicklungstypen führen zu morphologisch und ökologisch gleichen Tieren. Individuen verschiedener larvaler Ernährungstypen können sich normal verpaaren.
Die planktotrophe Ernährungsweise der Larve wird als ursprünglich angesehen und führt zu einer längeren Larvalphase. Eine längere Larvalzeit ist ungünstig, weil die Sterblichkeit einer Larve sehr hoch ist und erst durch die Metamorphose zum adulten Tier sinkt. Durch eine kürzere Larvalzeit kann die Sterbewahrscheinlichkeit stark gesenkt werden. Die Verkürzung dieser Zeit bei lecithotrophen Veligerlarven wird als Weiterentwicklung angesehen. 

### Planktotroph
Planktotrophe Ernährungsweise bedeutet, dass das Tier sich als freischwimmende Larve vom Plankton ernährt. Planktotrophe Larven schlüpfen grundsätzlich aus kleineren Eiern und es sind mehr Eier in jeder Eiablage.

### Lecithotroph
Lecithotrophe Larven ernähren sich während ihrer Larvalzeit von dem im Ei oder außerhalb am Ei liegenden mitgegebenen Dotter und müssen bis zur Metamorphose keine andere Nahrung aufnehmen. Obwohl Larven normalerweise nur einer der beiden Ernährungsweisen folgen, gibt es auch lecithotrophe Veliger, die sich fakultativ planktotroph ernähren können, z. B. Phestilla sibogea. Deren Zuordnung zu den lecithotrophen Larven erfolgt, weil sie sich auch ohne die zusätzliche Nahrung in Metamorphose begeben können.

## Entwicklung
Die Entwicklung zum Adult ist stark nahrungsabhängig und besteht hauptsächlich in der Größenzunahme und der Organentwicklung, die je nach Ernährung schneller oder langsamer abläuft.

### Eiablage
Die Entwicklung beginnt mit der Eiablage. Die Größe des Eis spielt vor allem bei lecithotrophen Larven eine entscheidende Rolle. Die Dauer bis zum Schlüpfen ist abhängig davon, ob es lecitotrophe oder planktotrophe Eiablagen sind. Obwohl es nur diese beiden Ernährungsweisen gibt, gibt es drei verschiedene Arten von Eiablagen. Neben den reinen lecitotrophen und planktotrophen Eiablagen gibt es auch gemischte Ablagen, die aber sehr selten sind. Diese bestehen sowohl aus lecitotrophen als auch aus planktotrophen Eiern. Die Anzahl an Eiern pro Ablage liegt für die gemischten zwischen der Anzahl für planktotrophe und für lecitotrophe Eiablagen. Gleiche Verhältnisse gelten auch für die Größe der schlüpfenden Veligerlarven.

### Im Ei
Während der Phase, in der sich die Larve im Ei befindet und sich keine Nahrung suchen kann, ist sie abhängig von den Dotterreserven, die von der Mutter hinterlassen worden sind. Dies ist eine Möglichkeit für die Mutter, die Entwicklung der Larven zu beeinflussen. Während der Zeit im Ei findet die Entwicklung vom Embryo bis zur Veligerlarve statt. Die Art der Eiablage bestimmt weitgehend die Länge der Zeit, die durchschnittlich im Ei verbracht wird. Planktotrophe Eiablagen haben meistens weniger Dotter und daher müssen planktotrophe Veliger früher nach Nahrung suchen und dementsprechend früher schlüpfen als lecitotrophe Veliger. Dies passt zur Beobachtung, dass hungernde Adulttiere, sofern sie poecilogon sind, dazu neigen, statt lecitotrophen Eiablagen planktotrophe und gemischte Eiablagen zu produzieren. In gemischten Eiablagen schlüpfen alle Veligerlarven mehr oder weniger gleichzeitig. Allgemein schlüpfen Veliger aus außen liegenden Eiern vor den weiter innen liegenden.
Ursprünglich haben Veligerlarven eine Schale, auch wenn diese bei dem adulten Tieren nicht unbedingt vorhanden sein müssen, z. B. bei Nudibranchia. Die Entwicklung dieser Schale verläuft je nach Art und Familie anders. Bei Bivalvia teilt sich die ursprünglich dorsal liegende Schale in der Mitte und beide Teile umschließen dann den Körper der Larve. Bei Scaphopoda verläuft die Schalenentwicklung ähnlich zu der der Bivalvia doch verlängert.

### Freischwimmende Phase
In der freischwimmenden Phase unterliegen die Veligerlarven dem stärksten Größenwachstum. Zusätzlich zu der allgemeinen Körpergröße wachsen die Geschlechtszellen und die linke Mitteldarmdrüse während der gesamten Zeit außerhalb des Eies. Die anderen Organe wachsen artspezifisch in der Larvalzeit heran. Für die Gastropoda ist während der Larvalzeit auch die Torsion gut nachzuvollziehen, die der Eingeweidesack der Schnecke vollzieht.

### Metamorphose
Die Metamorphose kann bis zu 2 Tage dauern, bewirkt eine größere morphologische Umwandlung und stellt meist eine endgültige Anpassung an den benthischen Lebensraum dar. Während der Metamorphose gehen Organe wie das Vordere Sensorische Organ, die Velarlappen und die Schale (nur bei Nudibranchia) verloren, bzw. sie werden resorbiert. Anzeichen der Umwandlung sind, wenn die Velarlappen unregelmäßig schlagen und sich dadurch die Ciliarzellen lösen. Danach werden die Vela resorbiert. Neben dem Abbau von Larvenmerkmalen wird in der Metamorphose die endgültige Form der Art angenommen und dafür auch die je nach Art noch fehlenden Organe gebildet.
Die Metamorphose wird bei allen Veligerlarven (Scaphopoden, Bivalvia und Gastropoden) durch ein artspezifisches Signal ausgelöst. Während es bei den Bivalvia meistens Spuren des Biofilms sind, die auf der Schale der adulten Tiere dieser Art zu finden sind, wird die Metamorphose bei Gastropoden normalerweise durch Spuren der Nahrung ausgelöst, die die Tiere im Adultstadium zu sich nehmen.